# اسمك (فلم)
اسمك (باليابانية: 君の名は。، بالروماجي: Kimi no na wa.) هو فلم أنمي ياباني صدر عام 2016 من كتابة وإخراج ماكوتو شينكاي بالتعاون مع أستوديو CoMix Wave Films، ومن إنتاج نوريتاكا كاواغوشي وجينكي كاوامورا. الفلم مقتبس عن رواية شينكاي التي تحمل نفس الاسم والتي صدرت قبل شهر واحد من عرض الفلم. تدور أحداث الفلم حول فتاة تقطن في إحدى القرى اليابانية وفتى يعيش في طوكيو، حيث يتبادلان أجسادهما بطريقة ما. شارك في تأدية الأصوات ريونوسوكي كاميكي وموني كاميشيرايشي وماسامي ناغاساوا وإيتسوكو إشيهارا.
كان الفلم من توزيع شركة توهو، وعُرض لأول مرة خلال مؤتمر أنمي إكسبو 2016 في لوس أنجلوس في 3 يوليو 2016، وعُرض في اليابان في 26 أغسطس، 2016. لاقى الفلم إشادات نقدية هائلة من النقاد والذين مدحوا بشكل خاص رسومه الحيوية ومدى عمق تأثيره العاطفي، وحقق الفلم أيضًا نجاحًا تجاريًا ضخمًا، حيث أصبح رابع أعلى الأفلام إيرادًا في اليابان وسابع أعلى أفلام الرسوم التقليدية إيرادًا وأعلى أفلام الأنمي إيرادًا حول العالم، بإيرادات بلغت أكثر من 354 مليون دولار. حصل الفلم على جائزة مهرجان سيتغيس الإسباني وجمعية نقاد السينما في لوس أنجلوس وصحيفة ماينيتشي عن فئة أفضل فلم رسوم متحركة، بالإضافة إلى حصوله على أربعة ترشحيات من الأكاديمية اليابانية للأفلام، والتي كانت عن فئة أفضل فلم رسوم متحركة وأفضل مخرج وأفضل سيناريو وأفضل موسيقى تصويرية، في النهاية فاز الفلم بجائزتي أفضل سيناريو وأفضل موسيقى تصويرية.

## القصة
ميتسوها هي فتاة شابة في المدرسة الثانوية، وابنة عمدة بلدة في إقليم هيدا جبال اليابان تعيش مع أختها وجدتها، ميتسوها تشعر بالملل من الحياة الريفية وتريد أن تغادر البلدة الصغيرة نحو العاصمة طوكيو، وهي غير مهتمة بحملة والدها الانتخابية. تمارس ميتسوها أحد طقوس الشينتو الدينية التقليدية، تترك فيه قرباناً من الأرز المُخمّر وتتمنى فيه لو أنّها كانت شاب يعيش في العاصمة طوكيو. تاكي، هو شاب في إحدى المدارس الثانوية في طوكيو، يعمل بدوام جزئي في أحد المطاعم الإيطاليّة، يحلم تاكي بأن يصبح فناناً أو معمارياً.
بطريقة غامضة، وبعد ممارسة طقس الشينتو، تبدأ ميتسوها وتاكي بتقمص أجساد بعضهم البعض عند النوم، على أن يعود كل منهما إلى جسده عند الاستيقاظ، نتيجة لذلك يقضي تاكي يومه في جسد ميتسوها وتقضي ميتسوها يومها في جسد تاكي، بعملية انتقال عابرة للمكان ويحاول كل منهما في البداية أن يتكيّف مع العيش بجسد الأخر ومع تفاصيل حياته، ثم تنتقل عملية التكييف السابقة إلى محاولة إصلاح المشاكل التي يعيشها كل منهما في حياته.
تأخذ القصة منحى مختلفاً عندما يقرر بطلا القصة أن يلتقيا وجهاً لوجه، ولكن وفجأة وبدون سابق إنذار تتوقف عملية التقمص الغريبة، ويبدأ تاكي، الذي لا يعرف بالتحديد مكان سكن ميتسوها، في البحث عن البلدة التي تعيش فيها، ليكتشف لاحقاً أن نيزكًا قد ضرب البلدة منذ ثلاث سنوات، وأن عملية التقمص لم تكن عابرة للمكان فقط وإنما للزمان أيضاً.
بعد أن يصل تاكي إلى موقع البلدة الذي أصبح بحيرة بعد اصطدام النيزك به، يعثر تاكي على القربان الذي تركته ميتسوها، ويتناوله في محاولة ليتقمص جسدها مجدداً ويحذّرها من النيزك الذي سيضرب البلدة، ينجح في تاكي في محاولته ويلتقيان ببعضهما البعض لثواني معدودة كلٌ في جسده الطبيعي على قمة الجبل، لكن ينتهي اللقاء قبل أن ينجح كل منهما في كتابة اسمه على يد الآخر.
أخيراً تنجح ميتسوها في إقناع والدها بإخلاء البلدة. على الرغم من أن النيزك ضرب البلدة ودمرها، ولكن سُكانها نجوا بسبب الإخلاء. توقف عملية التقمص بعدها نهائياً، ثم تبدأ الذكريات بالتلاشي لدى ميتسوها وتاكي، ويكمل كل منهما حياته بشكل طبيعي.
بعد خمس سنوات، يتخرج تاكي من الجامعة، وتنتقل ميتسوها إلى طوكيو، دون أن يذكر أحدهما الأخر، ولكنّهما يتقابلان فجأة عندما يتقاطع قطاراهما في أحد المحطات، ويُميزان بعضهما البعض، في النهاية يلتقيان ويسأل كل منهما عن اسم الأخر.

## الطاقم والشخصيات
- ريونوسوكي كاميكي بدور تاكي تاتشيبانا، وهو فتى شاب في المدرسة الثانوية يعيش في طوكيو، يمضي تاكي معظم وقته برفقة أصدقائه ويعمل بدوام جزئي في أحد المطاعم الإيطاليّة، يحلم تاكي بأن يصبح مهندسًا معمارياً.
- موني كاميشيرايشي بدور ميتسوها مياميزو، وهي فتاة شابة في المدرسة الثانوية تعيش في قرية إتيموري. تشعر ميتسوها بالملل من الحياة الريفية وتريد أن تغادر بلدتها الصغيرة نحو العاصمة طوكيو. تمارس ميتسوها أحد طقوس الشينتو الدينية التقليدية، كجزء من تقاليد عائلتها، والذي يتضمن الـ (كيتشيكاميزاكي)، وهي طريقة تقليدية قديمة لصنع الساكي.
- ماسامي ناغاساوا بدور ميكي أوكوديرا، وهي طالبة جامعية تعمل في نفس المطعم الذي يعمل فيه تاكي، بالرغم من وجود إعجاب متبادل بينهما، إلا أن تاكي لا يريد البدء بعلاقة معها وفي نفس الوقت لا تشعر أوكوديرا بشيء نحوه إلا عندما تكون ميتسوها في جسده.
- إيتسوكو إشيهارا بدور هيتوها مياميزو، جدة ميتسوها ومياميزو وهي المسؤولة ضريح العائلة.
- يو ناريتا بدور تيشيغاوارا كاتسوهيكو، وهو صديق ميتسوها، والذي لديه بعض الخبرة في مجال آلات البناء والمتفجرات.
- أوي يوكي بدور ساياكا نوري، صديقة ميتسوها، وهي فتاة خجولة منضمة إلى نادي الإذاعة المدرسي.
- نوبوناغا شيمازاكي بدور تسوكاسا فوجي، وهو صديق تاكي، والذي دائمًا من يبدي علامات قلق عندما تكون ميتسوها في جسد صديقه.
- كايتو إيشيكاوا بدور شينتاي تاغاكي، وهو أيضًا صديق تاكي، والذي دائمًا ما يمد يد المساعدة لأصدقائه.
- كانون تاني بدور يوتسوها مياميزو، شقيقة ميتسوها الصغرى، والتي تعيش معها ومع جدتهما. تعتقد يوتسوها بأن شقيقتها مجنونة ومع ذلك تحبها وتشاركها في تأدية طقوس الشنتو.
- ماساكي تيراسوما بدور توشيكي مياميزو، والد كل من ميتسوها ويوتسوها، وهو عمدة القرية.
- ساياكا أوهارا بدور فوتابا مياميزو، والدة ميتسوها ويوتسوها المتوفاة.
- كانا هانازاوا بدور يوكاري يوكينو، معلمة الأدب الياباني في مدرسة ميتسوها. ظهرت يوكاري أيضًا في حديقة الكلمات.

## الإنتاج
جاءت فكرة الفلم لشينكاي بعد زيارته ليورياغي، ناتوري بمحافظة مياغي في يوليو عام 2011، بعد وقوع زلزال اليابان الكبير. إذ قال شينكاي «كان يمكن لهذا أن يحل ببلدتي.» وقال كذلك أنه كان يريد صنع فلم يتبادل فيه المشاهدون الأدوار مع سكان يورياغي. عُرضت الرسومات التي رسمها شينكاي خلال زيارته تلك في المعارض.
في اقتراح شينكاي الأولي الذي أرسله شركة توهو، كان عنوان الفلم فقط لو علمت بأنه كان مجرد حُلم (夢と知りせば • If I knew it was a dream) وهي عبارةٌ مستوحاةٌ من قصيدة يابانية للشاعرة أونو نو كوموتشي. ثم تغير العنوان إلى رابطك (きみの結びめ • Your Connection) وإلى أنت نِصف هذا العالم (きみはこの世界のはんぶん • You're half of this world) قبل أن يصبح اسمك (Kimi no Na Wa).
جاء إلهام قصة الفلم من عدة إعمالٍ أدبية مثل مانغا Inside Mari للمؤلف شوزو أوشيمي، ورانما½، ورواية Torikaebaya Monogatari التي كتبت في فترة هييآن من التاريخ الياباني، والرواية القصيرة للكاتب كريغ إيغان والتي تحمل عنوان صندوق الإيداع الآمن (The Safe-Deposit Box).
مع أن بلدة إتيموري، إحدى البلدات التي تدور فيها القصة، هي مكان خيالي، إلا أن الفلم استلهم مشاهده من مواقع حقيقية شكلت خلفية لهذه البلدة، مثل مدينة هيدا، في محافظ غيفو ومكتبتها العامة.

## الإصدار
عرض الفلم لأول مرة خلال مؤتمر أنمي إكسبو 2016 في لوس أنجلوس، كاليفورنيا في 3 يوليو 2016 وصدر لاحقا في دور العرض باليابان في 26 أغسطس 2016. صدر الفلم في 92 دولة. وعرض الفلم لمدة أسبوع في لوس أنجلوس (من 2 إلى 8 ديسمبر 2016) كي يتأهل للأوسكار.
كما عرض الفلم كذلك في دول جنوب شرق آسيا. حيث بثت شركة بربل بلان عرضًا تشويقيًا مترجمًا بالإنجليزية والصينية وعرضت الفلم لأول مرة في سنغافورة في 3 نوفمبر وماليزيا في 8 نوفمبر، ثم تابعت عرضه بعد ذلك يوميًا. وأصدرت شركة إم بيكتشرز الفلم في تايلاند في 10 نوفمبر محققًا إيرادات قدرها 22,996,714 بات (حوالي 649,056 دولار أمريكي) في أربع أيام. كذلك أعلنت شركة توزيع الأفلام الإندونيسية انكور فلمز أنها ستعرض الفلم لأول مرة في 7 ديسمبر. كما أعلنت شركة سنيما تشاين سي جي في بلتز أنها ستعرض الفلم أيضًا. وأعلنت شركة بايونير فلمز أنها ستعرض الفلم في الفلبين في 14 ديسمبر. وفي هونغ كونغ، افتتح الفلم في 11 نوفمبر، محققًا إيرادات تقدر بـ6,149,917 دولار هونغ كونغ (حوالي 792,806 دولار أمريكي) في ثلاثة أيام. أيضًا تم عرض الفلم في تايوان في 21 أكتوبر وربح 64 مليون دولار تايواني جديد (حوالي مليوني دولار أمريكي) في أول أسبوع، محافظًا على مكانه في مقدمة شباك التذاكر. حيث كانت اجمالي الإيرادات في تايبيه فقط منذ تاريخ عرضه وإلى 31 أكتوبر 52,909,581 دولار تايواني جديد (حوالي 1.666 مليون دولار أمريكي). كذلك أصدرت شركة هواشيا للتوزيع السنيمائي الفلم في دور العرض الصينية في 2 ديسمبر 2016.
وأصدرت مادمان إنترتنمنت الفلم في مسارح السنيما الأسترالية في فترة عرض محدودة في 24 نوفمبر 2016 باليابانية وأيضا بالدبلجة الإنجليزية. كما عرضت شركة مادمان الفلم أيضًا في نيوزلاند في 1 ديسمبر 2016.
عُرض الفلم في فرنسا في 28 ديسمبر. ووزعت شركة انمي لمتد الفلم في المملكة المتحدة ليتم عرضه في 18 نوفمبر 2016.
عُرض الفلم في دور عرض أمريكا الشمالية في 7 أبريل 2017، وموزعه فنميشن.

## الاستقبال

### في شباك التذاكر
حقق الفلم نجاحًا تجاريًا ضخمًا حول العالم بشكل عام وفي اليابان بشكل خاص، حيث بلغت إيراداته 23 مليار ين (حوالي 190 مليون دولار). ليصبح ثاني أعلى الأفلام المحلية أيرادًا، خلف فلم Spirited Away، ورابع أعلى الأفلام أيرادًا بشكل عام خلف فلمَي Titanic وFrozen. وهو أول فلم أنمي، ليس من إخراج هاياو ميازاكي، ينجح في تحقيق أكثر من 100 مليون دولار (حوالي 11 مليار ين) في شباك التذاكر الياباني. تصدر الفلم المركز الأول لمدة 12 أسبوع، محطمًا الرقم القياسي السابق، كان منها 9 أسابيع على التوالي قبل أن أطاح به فلم Death Note: Light Up the New World في آخر أسابيع شهر أكتوبر، ليعود مجددًا إلى المركز الأول لمدة 3 أسابيع قبل أن زحزحه فلم Fantastic Beasts and Where to Find Them عن المركز الأول نهائيًا.
امتد نجاح الفلم خارج اليابان أيضًا، ففي الصين، ثاني أكبر أسواق الأفلام في العالم، أصبح أعلى الأفلام اليابانية أيرادًا، بإيرادات بلغت 81 مليون دولار. وهو أعلى أفلام الرسوم المتحركة التقليدية (ثنائية الأبعاد) أيرادًا، حيث تم عرضه في أكثر من 7,000 صالة سينما، وقدرت إيرادات اليوم الافتتاحي بحوالي 11 مليون دولار من 66,000 عرض وحوالي 2.8 مليون تذكرة مُباعة، وهي أكبر افتتاحية لفلم رسوم متحركة ثنائي الأبعاد.
بالإضافة إلى ذلك أصبح الفلم أعلى الأفلام اليابانية أيرادًا في تايلاند، بحوالي 44 مليون بات (حوالي 1.23 مليون دولار). اعتبارًا من 26 ديسمبر، حقق الفلم 771 ألف دولار أمريكي في أستراليا و 95 ألف دولار أمريكي في نيوزيلندا. في في 20 ديسمبر، ذكرت شركة التوزيع الأسترالية Madman بأن الفلم قد حقق أكثر من مليون دولار أسترالي في شباك التذاكر الأسترالي وحده قبل أن تنتهي فترة العرض المحدودة. أحتل الفلم المركز الأول في أولى أسابيعه في كوريا الجنوبية، بإيرادات بلغت 8.2 مليون دولار من حوالي 1.18 تذكرة، ليصبح الفلم الياباني الأول الذي يصل إلى المركز الأول في كوريا الجنوبية منذ صدور فلم Howl's Moving Castle عام 1996.

### الاستقبال النقدي
تلقى الفلم مراجعات إيجابية جدًا من مختلف النقاد، حيث حَصل في موقع روتن توميتوز على نسبة 98% بناءً على 94 مراجعة نقدية وبمتوسط تقييم 8.2/10، حيث كان الإجماع النقدي للموقع: «عُمقه العاطفي يضاهي تمامًا جمال رسوماته، يُضيف اسمك  فصلاً رائعًا جديدًا في قائمة أعمال المخرج والكاتب ماكوتو شينكاي». وعلى موقع ميتاكريتيك على متوسط 100/79بناءً على 25 مراجعة نقدية، مشيرا إلى «مراجعات إيجابية عمومًا».
أعطى مارك شيلينغ من صحيفة The Japan Times الفلم 4 نجوم من أصل 5 ومدح بشكل خاص رسوم الفلم لكونها «خليطًا من جمال التفاصيل الواقعية والفنتازيا العاطفية». مع ذلك انتقد بعض المبالغة في كمية الكوميديا المسببة للإحراج بين شخصيات الفلم، بالإضافة لنهاية الفلم غير المفاجئة لأولئك الملمين بدراما الشباب اليافع.
كان الاستقبال خارج اليابان إيجابية جدًا أيضًا. فوضعه الناقد البريطاني مارك كيرمود في المركز التاسع في قائمة أفضل عشرة أفلام صدرت في المملكة المتحدة خلال عام 2016. في الولايات المتحدة كانت المراجعات بذات الإيجابية، فوصفته صحيفة The New York Times بأنه "حكاية يابانية جميلة وحزينة في الآن ذاته". أما مجلة The Atlantic وصفته بأنه "عمل فني مُبهر". بينما كان لدى صحيفة The Boston Globe رأي مغاير، حيث وصفته بـ "جميل ولكن معقد جدًا". أما مايك توول من موقع شبكة أخبار الأنمي ذكر بأنه ثالث أفضل فلم أنمي في تاريخ ".
بالرغم من كل الثناء الذي تلقاه ماكوتو شينكاي، إلا أنه أصر بأن الفلم ليس بأعلى قدرٍ من الجودة، قائلاً: «كان هنالك أشياءٌ لم نتمكن من إنجازها، حيث أراد ماساشي أندو [مخرج الرسوم] الاستمرار بالعمل عليها لكننا اضطرننا للتوقف بسبب نقص في الميزانية... بالنسبة لي، الفلم غير مكتمل وغير متوازن. القصة جيدة لكن الفلم ليس كاملاً أبدًا. سنتان من العمل لم تكن كافية».

### الجوائز والترشيحات
| 2016 | مهرجان سيتغيس الإسباني              | أفضل فلم رسوم متحركة طويل            |                  | فوز           |
| 2016 | مهرجان لندن السينمائي               | أفضل فلم                             |                  | رُشِّح           |
| 2016 | مهرجان بوشون الدولي للرسوم المتحركة | أفضل فلم رسوم متحركة طويل            |                  | فوز           |
| 2016 | مهرجان بوشون الدولي للرسوم المتحركة | جائزة الجمهور - أفضل فلم رسوم متحركة |                  | فوز           |
| 2016 | مهرجان طوكيو السينمائي الدولي       | جائزة أريغاتو الشرفية                | ماكوتو شينكاي    | فوز           |
| 2016 | جوائز مجلة نيو تايب اليابانية       | أفضل فلم                             |                  | فوز           |
| 2016 | جوائز مجلة نيو تايب اليابانية       | أفضل موسيقى تصويرية                  |                  | المركز الثاني |
| 2016 | جوائز مجلة نيو تايب اليابانية       | أفضل أغنية                           | ZenZenZense      | المركز الثاني |
| 2016 | جائزة هوتشي                         | أفضل فلم                             |                  | رُشِّح           |
| 2016 | جائزة صحيفة نيكان سبورت             | أفضل فلم                             |                  | رُشِّح           |
| 2016 | جائزة صحيفة نيكان سبورت             | أفضل مخرج                            | ماكوتو شينكاي    | فوز           |
| 2016 | جمعية نقاد السينما في لوس أنجلوس    | أفضل فلم رسوم متحركة                 |                  | فوز           |
| 2016 | جائزة اتحاد نقاد الأفلام النسائي    | أفضل إناث في فلم رسوم متحركة         |                  | رُشِّح           |
| 2017 | جائزة آني                           | أفضل فلم رسوم متحركة - إنتاج مستقل   |                  | رُشِّح           |
| 2017 | جائزة آني                           | أفضل أخراج في مجال الرسوم المتحركة   | ماكوتو شينكاي    | رُشِّح           |
| 2017 | جائزة ساتيلايت                      | أفضل فلم رسوم متحركة                 |                  | رُشِّح           |
| 2017 | جائزة صحيفة ماينيتشي                | أفضل فلم رسوم متحركة                 |                  | فوز           |
| 2017 | جائزة الشريط الأزرق                 | أفضل فلم                             |                  | رُشِّح           |
| 2017 | جائزة الشريط الأزرق                 | أفضل مخرج                            | ماكوتو شينكاي    | رُشِّح           |
| 2017 | جائزة الشريط الأزرق                 | الجائزة الخاصة                       |                  | فوز           |
| 2017 | جوائز السينما الآسيوية              | أفضل سيناريو                         | ماكوتو شينكاي    | رُشِّح           |
| 2017 | جائزة أكاديمية اليابان              | أفضل فلم رسوم متحركة                 |                  | رُشِّح           |
| 2017 | جائزة أكاديمية اليابان              | أفضل مخرج                            | ماكوتو شينكاي    | رُشِّح           |
| 2017 | جائزة أكاديمية اليابان              | أفضل سيناريو                         | ماكوتو شينكاي    | فوز           |
| 2017 | جائزة أكاديمية اليابان              | أفضل موسيقى تصويرية                  | Radwimps         | فوز           |
| 2017 | مهرجان أنيما السينمائي              | جائزة الجمهور - أفضل فلم رسوم متحركة |                  | فوز           |
| 2017 | جائزة سايو اليابانية                | أفضل ممثل                            | ريونوسوكي كاميكي | فوز           |
| 2017 | جائزة سايو اليابانية                | أفضل ممثلة                           | موني كاميشيرايشي | فوز           |
| 2017 | جائزة سايو اليابانية                | جائزة الاتحاد الشرفية                |                  | فوز           |

## التحويلات الفنية

### الكتب
اسمك هي رواية يابانية للكاتب ماكوتو شينكاي. وهي النسخة الروائية للفلم «اسمك» من إخراج شينكاي. نشرتها شركة كادوكاوا في اليابان في 18 يونيو 2016، أي قبل شهر من أول عرض للفلم. وبحلول سبتمتبر من عام 2016، كانت الرواية قد باعت ما يقرب الـ1,029,000 نسخة. وتم إصدار دليل مرئي كذلك. باعت الرواية أكثر من 1.3 مليون نسخة، بينما باع الدليل المرئي والرواية مجتمعَين ما يفوق الـ2.5 مليون نسخة.  

## وصلات خارجية
- الموقع الرسمي
 (باليابانية)
- اسمك. على موقع IMDb (الإنجليزية)
- اسمك. على موقع ميتاكريتيك (الإنجليزية)
- اسمك. على موقع الموسوعة البريطانية (الإنجليزية)
- اسمك. على موقع روتن توميتوز (الإنجليزية)
- اسمك. على موقع نتفليكس (الإنجليزية)
- اسمك. على موقع ألو سيني (الفرنسية)
- اسمك. على موقع أول موفي (الإنجليزية)
- اسمك. على موقع بوكس أوفيس موجو (الإنجليزية)
- اسمك. على موقع فيلمافينيتي (الإسبانية)
- اسمك. على موقع قاعدة بيانات الأفلام السويدية (السويدية)